# Dumbartonbrug

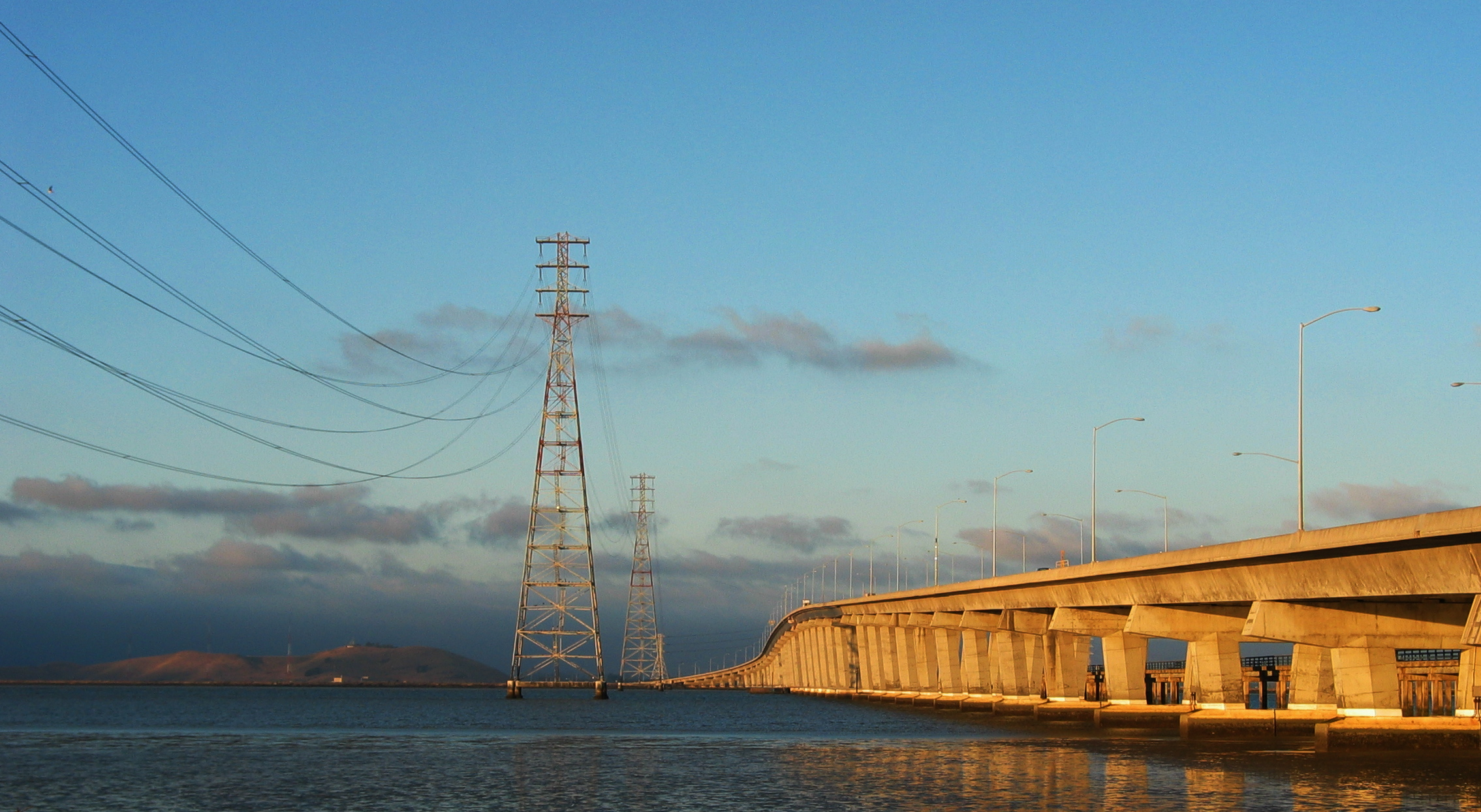
De Dumbarton Bridge en de hoogspanningsleiding die er evenwijdig mee loopt.

De Dumbartonbrug (Engels: Dumbarton Bridge) is een snelwegbrug over de Baai van San Francisco in de Amerikaanse staat Californië. Het is de meest zuidelijke snelwegbrug over de baai. Met een lengte van 2622 meter is het tevens de kortste. In het oosten komt de brug aan in Fremont, nabij Newark in het San Francisco Bay National Wildlife Refuge. Menlo Park is de westelijke terminus.
De State Route 84 loopt over de brug. Dagelijks rijden er meer dan 81.000 voertuigen over de Dumbarton Bridge. Er zijn drie rijstroken in elke richting, alsook een gescheiden pad voor voetgangers en fietsers aan de zuidkant. Er wordt tol opgehaald voor voertuigen die in westelijke richting rijden. De tol bedraagt vijf dollar.
Juist ten zuiden van de Dumbarton Bridge ligt de Dumbarton Rail Bridge uit 1910. De spoorbrug is sinds 1982 in onbruik.